# Konguta (plaats)
Konguta (Duits: Kongota) is een plaats in de Estlandse gemeente Elva, provincie Tartumaa. De plaats heeft de status van dorp (Estisch: küla) en telt 183 inwoners (2021).
Tot in oktober 2017 lag Konguta in de gelijknamige gemeente. In die maand werd de gemeente bij Elva gevoegd.
Bij Konguta ligt het natuurreservaat Konguta looduskaitseala met een oppervlakte van 32,76 ha.

## Geschiedenis
Konguta werd voor het eerst genoemd als landgoed in 1417 onder de naam Konget. Het behoorde oorspronkelijk toe aan de familie von Tiesenhausen. De familie bouwde er een fort, dat verloren ging in 1559 tijdens de Lijflandse Oorlog.
In 1582 is er sprake van een dorp met de naam Konctel. In 1791 werd het landgoed gesplitst in Suure-Konguta (‘Groot Konguta’) en Väike-Konguta (‘Klein Konguta’). In 1920 werden beide landgoederen verdeeld onder kleine boeren. In 1977 werden Suuure- en Väike-Konguta weer samengevoegd.
Van zowel Suuure- als Väike-Konguta bestaat het landhuis nog. Het landhuis van Suure-Konguta kwam gereed rond 1910. Het is in particuliere handen en tamelijk verwaarloosd. Daarnaast zijn de ruïnes van enkele bijgebouwen bewaard gebleven, waaronder de ijskelder, die ook dienst deed als opslagruimte voor wodka.
Het landhuis van Väike-Konguta is gebouwd rond 1800. Het is ook in particuliere handen en in gebruik als winkel.

## Foto's

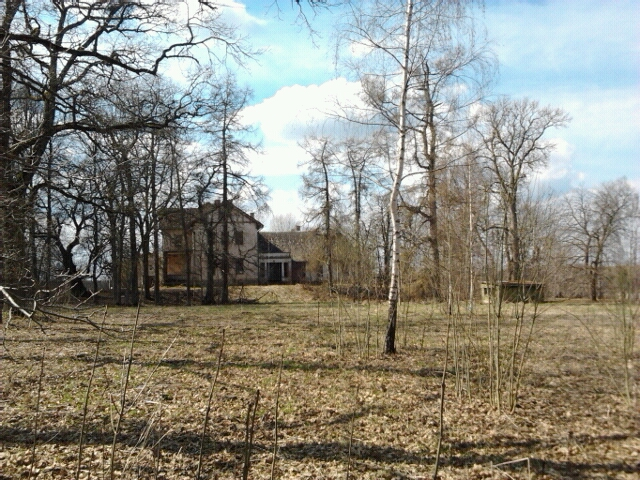
De plaats waar het fort heeft gestaan
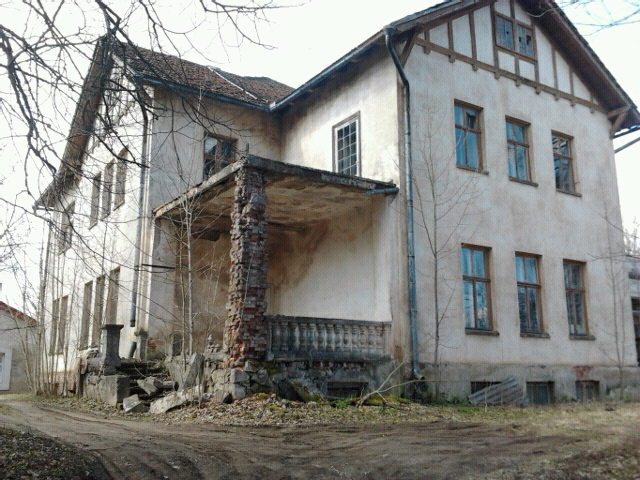
Het landhuis van Suure-Konguta
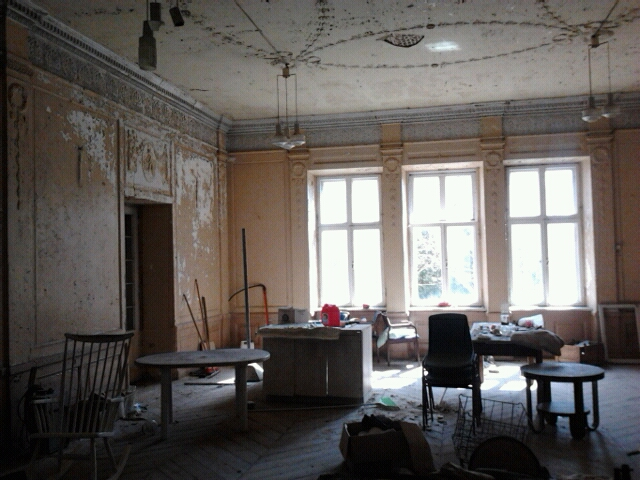
Het interieur
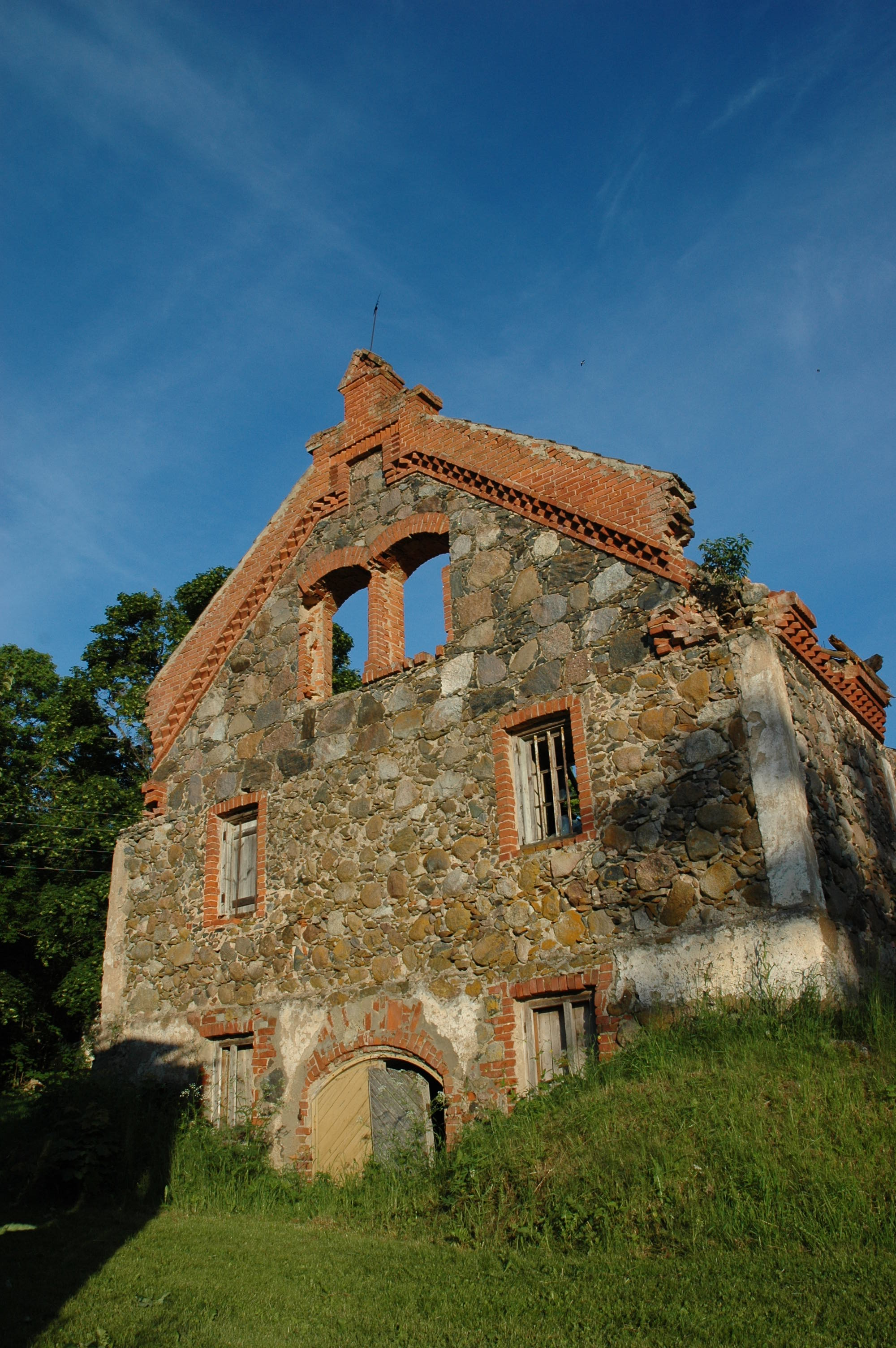
De ijskelder
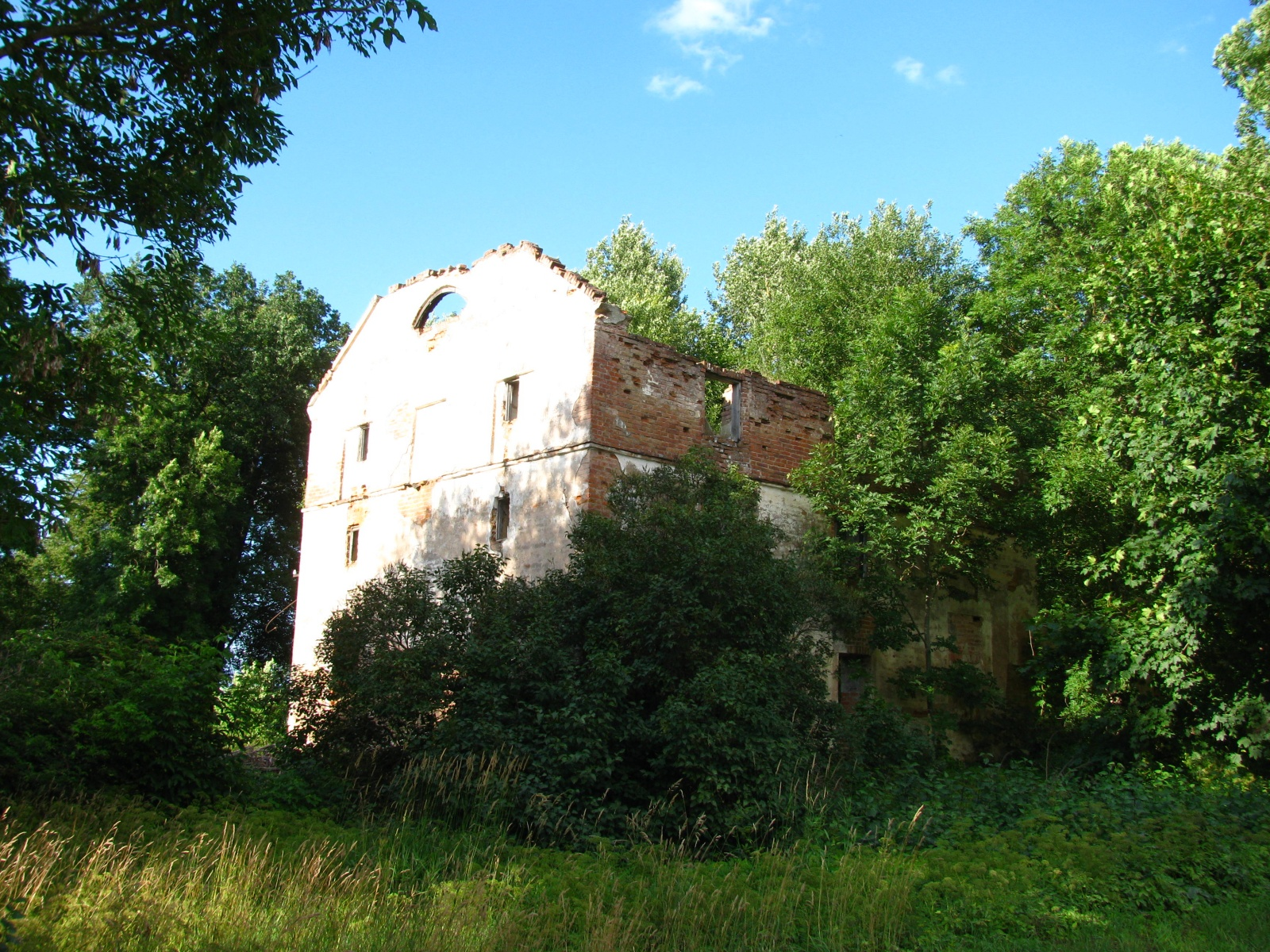
Restanten van een pachterswoning
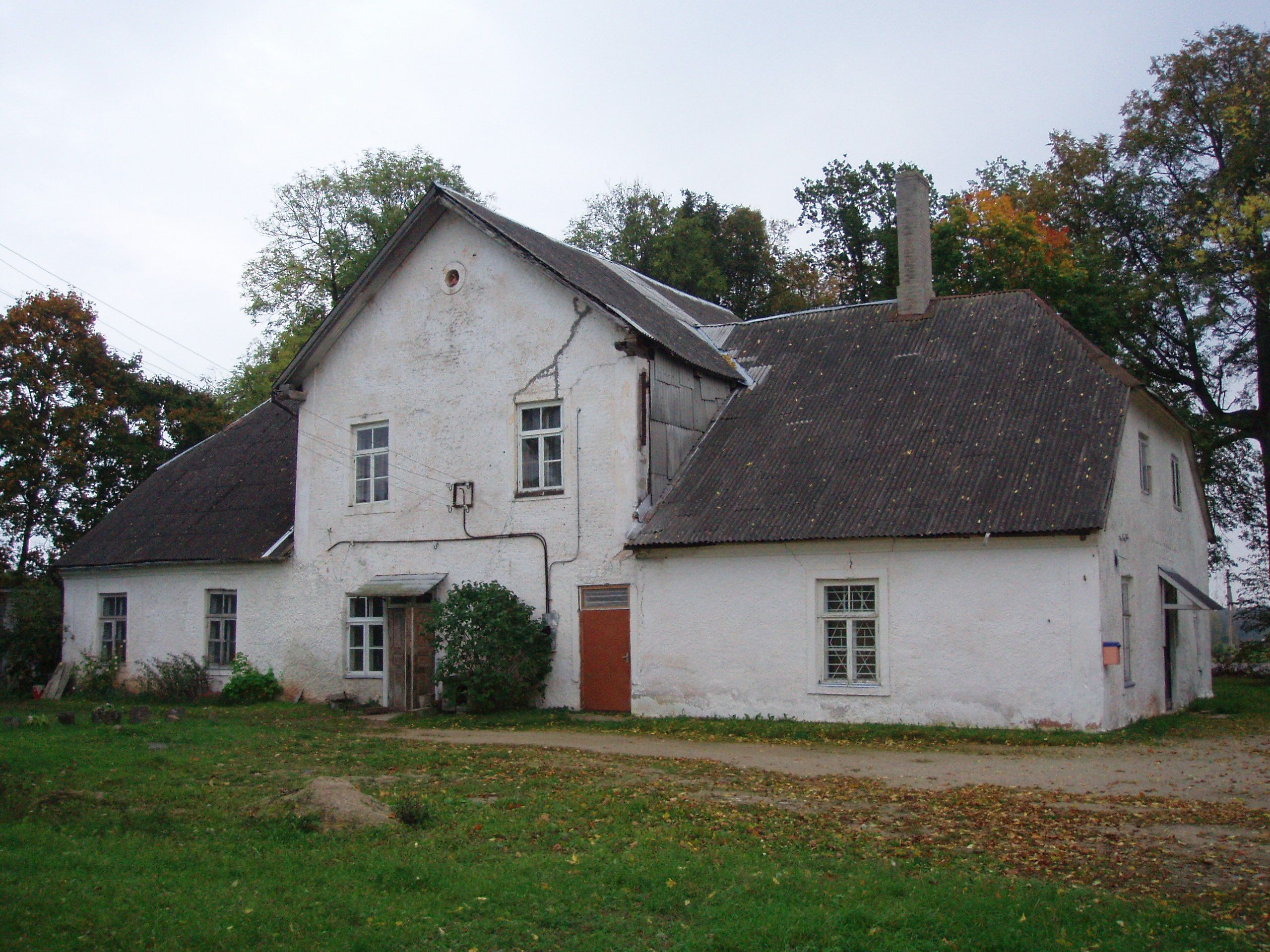
Het landhuis van Väike-Konguta